# Anton Zappelli
Anton Zappelli (nascido em 28 de setembro de 1971) é um atleta paralímpico australiano que compete na modalidade tiro esportivo. Anton representou seu país, Austrália, nos Jogos Paralímpicos de Verão de 2016 no Rio de Janeiro. Disputou a Copa do Mundo Paralímpico da mesma modalidade e garantiu a medalha de bronze em 2015 e 2016.